# Monica Baldwin
Monica Baldwin (22 de febrero de 1893-17 de noviembre de 1975) fue una escritora británica. Pasó la primera mitad de su vida adulta como monja católica y es famosa por las memorias que escribió después de dejar su orden religiosa de clausura.

## Biografía
Baldwin nació en Stourport, Worcestershire, Inglaterra, hija de Lucilla Baldwin Livesey y Edward Arthur Baldwin. Su bisabuelo fue George Pearce Baldwin, abuelo del primer ministro Stanley Baldwin.
Baldwin ingresó en una orden religiosa de clausura de canonesas agustinas en 1914, pocos meses antes del comienzo de la Primera Guerra Mundial. Diez años después empezó a pensar que se había equivocado, pero tuvieron que pasar otros 18 para que se marchara, convencida de que «no estaba más hecha para ser monja que para ser acróbata». Tras 28 años de vida consagrada allí como canonesa regular, tomó la decisión de marcharse y solicitó la dispensa de sus votos religiosos, que le fue concedida por el Vaticano. Durante sus años en el convento, Mónica alternó entre el convento inglés de Brujas (Bélgica) y un priorato afín en Hazelgrove Park, en Hayward's Heath. En 1938, se trasladó al convento de Santa Mónica, entonces en Rawdon House en Hoddeson, Hertfordshire, y fue allí donde se liberó de sus votos en octubre de 1941. Se marchó el 26 de octubre de 1941, durante la Segunda Guerra Mundial.

## Trabajo y escritura
Trabajó como jardinera en el Ejército de Tierra Femenino, como matrona en un campamento para jóvenes reclutas que trabajaban en fábricas de municiones y como camarera en un comedor militar pelando patatas. En una ocasión, un fotógrafo le ofreció un trabajo revelando «fotos sucias» en su sótano. Después trabajó como bibliotecaria adjunta y más tarde en la Oficina de Guerra.
En 1949 publicó sus memorias, I Leap Over The Wall: A Return to the World after Twenty-eight Years in a Convent. El libro, subtitulado posteriormente Contrasts and impressions after..., es una memoria de algunos de los contrastes entre la vida en un convento de clausura y la vida en el mundo contemporáneo. Baldwin relata cómo no recordaba haber leído un periódico en todo el transcurso de la Primera Guerra Mundial. Cuando ella ingresó, el uso popular del teléfono, el cine y la radio estaba en pañales; cuando se marchó, eran algo común en Inglaterra.
Su novela The Called and the Chosen, escrita como el diario de la hermana Ursula Auberon, monja de clausura en la Abbaye de la Sainte Croix, Framleghen, fue publicada en 1957 por Farrar, Straus & Cudahy. El libro siguió a la publicación en 1956 de The Nun's Story, novela de Kathryn Hulme, basada en parte en las experiencias de su compañera Marie Louise Habets, que abandonó las Hermanas de la Caridad de Jesús y María. En 1965, Baldwin publicó su segundo libro autobiográfico, titulado Goose in the Jungle. A Flight Round the World with Digressions.
En la década de 1960, Baldwin vivió en Alderney, en las Islas del Canal. Más tarde vivió en un hogar de retiro religioso cerca de Bury St. Edmunds. Murió en 1975 y está enterrada en Clare, Suffolk.